# Визовые требования для граждан Узбекистана

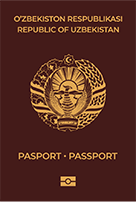
Обложка загранпаспорта Узбекистана (с 1 января 2019 г.)

Визовые требования для граждан Узбекистана — это административные ограничения со стороны властей других государств относительно посещения этих стран гражданами Узбекистана. По данным Индекса паспортов, публикуемого консалтинговой компании Henley & Partners совместно с IATA, Узбекистан занимает 87 место в мире по свободе доступа граждан в зарубежные страны.

## Выездные визы
В период с 1995 по 2018 год, все граждане Узбекистана должны были получать выездную визу для поездок в страны дальнего зарубежья. Выездная виза не требовалась для поездок в страны СНГ, если выезжающие не направлялись затем в страну дальнего зарубежья. Наказания за выезд в страны дальнего зарубежья без выездной визы включали в себя крупные штрафы и даже тюремное заключение сроком до 10 лет. Выездные визы оформлялись в местном отделении ОВИРа МВД и были действительны в течение двух лет.
Миграционные власти Узбекистана не допускали граждан Узбекистана к посадке на вылетающие рейсы без действующей визы в страну назначения, даже если страна назначения выдает визу по прибытии владельцам узбекских паспортов. В результате граждане Узбекистана должны были пройти к миграционной стойке в международном аэропорту «Ташкент» для подтверждения и получения штампа на своих билетах, прежде чем отправиться к стойке регистрации.
Выездные визы были отменены 1 января 2019 года после вступления в силу указа президента, подписанного в августе 2017 года. Теперь для выезда заграницу, граждане Узбекистана должны оформить загранпаспорт, который выдается сроком на 10 лет.

## Карта визовых требований для граждан Узбекистана

Визовые требования для обладателей узбекского паспорта

## Визовые требования

### Европа
| Страна               | Требование        | Пребывание | Примечание |
| -------------------- | ----------------- | ---------- | --- |
| Австрия              | Требуется виза    |            | |
| Азербайджан          | Виза не требуется | 90 дней    | |
| Албания              | Требуется виза    |            | К безвизовому въезду допускаются: - Иностранные граждане, имеющие действующую многократную шенгенскую визу, которая ранее использовалась в одном из государств Шенгенского соглашения, или иностранные граждане, имеющие действующий вид на жительство в одном из государств Шенгенского соглашения; - Иностранные граждане, имеющие действующую многократную визу США или Великобритании, которая ранее использовалась в соответствующей стране выдачи, или имеющие действующее разрешение на пребывание в США или Великобритании. - Иностранные граждане, имеющие вид на жительство сроком на 10 лет, выданный компетентным органом Объединённых Арабских Эмиратов, действительный не менее одного года с момента въезда. - Иностранные граждане, въезжающие и пребывающие без визы в Шенгенской зоне. |
| Андорра              | Виза не требуется |            | Правительство Андорры не предъявляет визовых требований к своим посетителям и требует только паспорт или национальное удостоверение личности Европейского Союза для въезда. Однако, поскольку в страну можно попасть только через страны Шенгенского соглашения — Испанию или Францию, въезд невозможен без предварительного въезда в Шенгенскую зону. |
| Армения              | Виза не требуется | 180 дней   | |
| Беларусь             | Виза не требуется |            | |
| Бельгия              | Требуется виза    |            | |
| Болгария             | Требуется виза    |            | - Виза не требуется для пребывания на срок до 90 дней для владельцев действующей визы «D», выданной государством-членом Шенгенского соглашения. - Виза не требуется для пребывания на срок до 90 дней для обладателей действующей визы категории «C», выданной государством-членом Шенгенской зоны. - Виза не требуется для владельцев действующей краткосрочной или долгосрочной визы, выданной Хорватией, Кипром или Румынией, следующих транзитом через Болгарию и продолжающих свое путешествие в третью страну в течение макс. период 36 часов. |
| Босния и Герцеговина | Требуется виза    |            | Граждане стран, с которыми у БиГ действует визовый режим, могут въезжать в БиГ по своим паспортам без необходимости получения визы для въезда, выезда, транзита и пребывания на территории БиГ при условии наличия у них действующей многократной визы или вида на жительство, выданного в странах Шенгенского соглашения, ЕС или Соединённых Штатах Америки. |
| Ватикан              | Требуется виза    |            | |
| Великобритания       | Требуется виза    |            | |
| Венгрия              | Требуется виза    |            | |
| Германия             | Требуется виза    |            | |
| Греция               | Требуется виза    |            | |
| Грузия               | Виза не требуется | 360 дней   | |
| Дания                | Требуется виза    |            | |
| Ирландия             | Требуется виза    |            | Виза не требуется для владельцев действующей визы категории «C», выданной Великобританией. |
| Исландия             | Требуется виза    |            | |
| Испания              | Требуется виза    |            | |
| Италия               | Требуется виза    |            | |
| Кипр                 | Требуется виза    |            | Виза не требуется для владельцев действующей визы категории «C», выданной государством-членом Шенгенского соглашения. |
| Латвия               | Требуется виза    |            | |
| Литва                | Требуется виза    |            | |
| Лихтенштейн          | Требуется виза    |            | |
| Люксембург           | Требуется виза    |            | |
| Мальта               | Требуется виза    |            | |
| Молдова              | Виза не требуется | 90 дней    | |
| Монако               | Требуется виза    |            | |
| Нидерланды           | Требуется виза    |            | |
| Норвегия             | Требуется виза    |            | |
| Польша               | Требуется виза    |            | |
| Португалия           | Требуется виза    |            | |
| Россия               | Виза не требуется | 90 дней    | 90 дней в течение 180-дневного периода |
| Румыния              | Требуется виза    |            | |
| Сан-Марино           | Требуется виза    |            | |
| Северная Македония   | Требуется виза    |            | Виза не требуется для максимального пребывания 15 дней для обладателей визы «C», выданной государством-членом Шенгенского соглашения. |
| Сербия               | Требуется виза    |            | |
| Словакия             | Требуется виза    |            | |
| Словения             | Требуется виза    |            | |
| Финляндия            | Требуется виза    |            | |
| Турция               | Виза не требуется | 30 дней    | Безвизовый порядок въезда не применяется к водителям большегрузных автомобилей и автобусов и лицам без гражданства, документированным проездными документами Республики Узбекистан. |
| Украина              | Виза не требуется | 90 дней    | 90 дней в течение 180-дневного периода |
| Франция              | Требуется виза    |            | |
| Хорватия             | Требуется виза    |            | Виза не требуется для пребывания на срок до 90 дней для обладателей двукратной или многократной визы "C" или "D", выданной государством-членом Шенгенского соглашения, действительной для всех государств-членов Шенгенского соглашения. |
| Черногория           | Требуется виза    |            | |
| Чехия                | Требуется виза    |            | |
| Швейцария            | Требуется виза    |            | |
| Швеция               | Требуется виза    |            | |
| Эстония              | Требуется виза    |            | |

### Азия
| Страна            | Требование        | Пребывание | Примечание |
| ----------------- | ----------------- | ---------- | --- |
| Афганистан        | Требуется виза    |            | - Виза не требуется, если родители - граждане Афганистана. - Виза не требуется, если родители родились в Афганистане, но не являются гражданами Афганистана. |
| Бангладеш         | Требуется виза    |            | Путешествующие в командировку могут получить визу по прибытии, при условии наличия письма-приглашения, выданного аккредитованной организацией в Бангладеш. |
| Бахрейн           | Электронная виза  |            | Оформление визы через интернет. |
| Бруней            | Требуется виза    |            | |
| Бутан             | Требуется виза    |            | Посольства Бутана за рубежом не могут выдавать визы, вместо этого вы должны заранее подать заявление на визу через зарегистрированного туроператора. Виза должна быть подана не менее чем за 12 недель до предполагаемой поездки, после чего ваш туроператор свяжется с вами напрямую, отправив по факсу или электронной почте копию успешной заявки. Фактическая виза затем проставляется в вашем паспорте по прибытии. К нему должны прилагаться по крайней мере две фотографии на паспорт. Виза позволяет находиться в стране не более 15 дней. |
| Восточный Тимор   | Виза по прибытии  | 30 дней    | |
| Вьетнам           | Требуется виза    |            | |
| Израиль           | Требуется виза    |            | |
| Индия             | Требуется виза    |            | |
| Индонезия         | Виза не требуется | 30 дней    | |
| Ирак              | Требуется виза    |            | - Возможно оформление визы через интернет. - Лицам, которые имеют в паспорте какие-либо отметки Израиля, будет отказано во въезде. Это ограничение не действует в случае въезда через аэропорт Эрбиль |
| Иран              | Виза не требуется | 15 дней    | - Получение визы по прибытии возможно только в аэропортах Кешм (GSM), Киш (KIH), Мешхед (MHD), Исфахан (IFN), Шираз (SYZ), Тебриз (TBZ) и Тегеран (IKA). - Репортерам, журналистам, фотографам и операторам требуется виза. - Женщинам, не носящим исламский головной убор, шарф, закрытую одежду будет отказано во въезде. - Лицам, которые имеют в паспорте какие-либо отметки Израиля, будет отказано во въезде. |
| Иордания          | Виза по прибытии  | 3 месяца   | |
| Йемен             | Требуется виза    |            | Лицам, которые имеют в паспорте какие-либо отметки Израиля, будет отказано во въезде. |
| Казахстан         | Виза не требуется | 30 дней    | |
| Камбоджа          | Виза по прибытии  | 30 дней    | |
| Катар             | Виза по прибытии  |            | Бесплатная виза по прибытии |
| Кыргызстан        | Виза не требуется | 60 дней    | |
| Китай             | Виза не требуется | 30 дней    | Путешествующие в Тибет должны будут иметь специальное разрешение на въезд на территорию Тибета. |
| КНДР              | Требуется виза    |            | Посещение с целью туризма возможно только в составе группового тура, организованного уполномоченными туристическими агентствами Северной Кореи. |
| Республика Корея  | Требуется виза    |            | |
| Кувейт            | Требуется виза    |            | Лицам, которые имеют в паспорте какие-либо отметки Израиля, будет отказано во въезде. |
| Лаос              | Виза по прибытии  | 30 дней    | Получение визы по прибытии возможно только в аэропортах Луангпхабанг (LPQ), Паксе (PKZ) и Вьентьян (VTE). |
| Ливан             | Виза по прибытии  | 30 дней    | - Виза по прибытии доступна только в том случае, если вы путешествуете в качестве туриста и имеете номер телефона и адрес в Ливане. - Туристические группы (минимум 8 человек) могут получить визу по прибытии в Бейрут (BEY) на максимальный срок пребывания 6 месяцев, при условии, что спонсируется зарегистрированным туроператором в Ливане. - Горничные лиц, аккредитованных в Ливане, также могут получить визу по прибытии. - Владельцам паспортов с любой израильской визой или штампом будет отказано во въезде.                         |
| Малайзия          | Виза не требуется | 30 дней    | |
| Мальдивы          | Виза по прибытии  | 30 дней    | |
| Монголия          | Виза не требуется | 30 дней    | |
| Мьянма            | Электронная виза  |            | Оформление визы через интернет. |
| Непал             | Виза по прибытии  | 90 дней    | |
| ОАЭ               | Виза не требуется | 30 дней    | |
| Оман              | Виза не требуется | 14 дней    | |
| Пакистан          | Электронная виза  |            | Оформление визы через интернет. |
| Саудовская Аравия | Требуется виза    |            | |
| Сингапур          | Требуется виза    |            | Транзитная виза на 96 часов может быть приобретена по прибытии при условии наличия подтвержденных билетов на самолёт в третью страну и визы для третьей страны, действия паспорта в течение 6 месяцев и на рейсах, вылетающих в течение 96 часов. |
| Сирия             | Виза по прибытии  |            | Возможно получить визу по прибытии если имеется предварительное одобрение от компетентных органов Сирии. |
| Таджикистан       | Виза не требуется | 30 дней    | |
| Таиланд           | Виза по прибытии  | 15 дней    | |
| Туркменистан      | Требуется виза    |            | |
| Филиппины         | Виза не требуется | 30 дней    | |
| Шри-Ланка         | Виза по прибытии  |            | Бесплатная виза по прибытии. |
| Япония            | Требуется виза    |            | |

### Африка
| Страна                | Требование        | Пребывание | Примечание |
| --------------------- | ----------------- | ---------- | --- |
| Алжир                 | Требуется виза    |            | |
| Ангола                | Требуется виза    |            | Возможно получить визу по прибытии если имеется предварительное одобрение от компетентных органов Анголы. |
| Бенин                 | Электронная виза  |            | Оформление визы через интернет. |
| Ботсвана              | Требуется виза    |            | |
| Буркина-Фасо          | Требуется виза    |            | |
| Бурунди               | Виза по прибытии  | 30 дней    | Виза по прибытии в международный аэропорт Бужумбура (Мельхиор Ндадайе) и на всех сухопутных границах |
| Габон                 | Электронная виза  |            | Оформление визы через интернет. |
| Гамбия                | Виза не требуется | 28 дней    | |
| Гана                  | Требуется виза    |            | Возможно получить визу по прибытии если имеется предварительное одобрение от компетентных органов Ганы. |
| Гвинея                | Электронная виза  |            | Оформление визы через интернет. |
| Гвинея-Бисау          | Виза по прибытии  | 90 дней    | |
| ДР Конго              | Электронная виза  |            | Оформление визы через интернет. |
| Джибути               | Электронная виза  |            | Оформление визы через интернет. |
| Египет                | Требуется виза    |            | - Виза не требуется для сыновей и дочерей граждан Египта (рождённые после 25 июля 2004 г.). - Виза не требуется для жён граждан Египта.                                                                                  |
| Замбия                | Электронная виза  |            | Оформление визы через интернет. |
| Зимбабве              | Виза по прибытии  | 90 дней    | |
| Кабо-Верде            | Виза по прибытии  | 90 дней    | |
| Камерун               | Требуется виза    |            | Возможно получить визу по прибытии если имеется предварительное одобрение от компетентных органов Камеруна ("Le Delegue General de a la Surete").                                                                        |
| Кения                 | Электронная виза  |            | Оформление визы через интернет. |
| Коморы                | Виза по прибытии  |            | |
| Республика Конго      | Требуется виза    |            | Возможно получить визу по прибытии если есть VIP-приглашение. |
| Кот-д’Ивуар           | Требуется виза    |            | |
| Лесото                | Электронная виза  |            | Оформление визы через интернет. |
| Либерия               | Требуется виза    |            | Возможно получить визу по прибытии если: - имеется предварительное одобрение от компетентных органов Либерии - поездка начинается из страны, где нет дипломатического представительства Либерии                          |
| Ливия                 | Требуется виза    |            | Возможно получить визу по прибытии если целью поездки является посещение резидента Ливии (при наличии соответствующих документов). Лицам, которые имеют в паспорте какие-либо отметки Израиля, будет отказано во въезде. |
| Маврикий              | Виза по прибытии  | 60 дней    | |
| Мавритания            | Виза по прибытии  | 30 дней    | Получение визы по прибытии возможно только в аэропорту Нуакшот (NKC). |
| Мадагаскар            | Виза по прибытии  | 90 дней    | |
| Малави                | Электронная виза  |            | Оформление визы через интернет. |
| Мали                  | Требуется виза    |            | |
| Марокко               | Требуется виза    |            | |
| Мозамбик              | Виза по прибытии  | 30 дней    | Получение визы по прибытии возможно только в аэропортах Бейра (BEW), Нампула (APL), Мапуту (MPM), Пемба (POL), Тете (TET) и Виланкулос (VNX).                                                                            |
| Намибия               | Виза не требуется | 90 дней    | |
| Нигер                 | Требуется виза    |            | |
| Нигерия               | Электронная виза  |            | Оформление визы через интернет. |
| Руанда                | Виза по прибытии  | 30 дней    | |
| Сан-Томе и Принсипи   | Электронная виза  |            | Оформление визы через интернет. Также имеется возможность получить визу по прибытии при наличии действительной визы США или Шенгена.                                                                                     |
| Сейшельские Острова   | Виза по прибытии  | 30 дней    | |
| Сенегал               | Виза по прибытии  |            | |
| Сомали                | Виза по прибытии  | 30 дней    | Получение визы по прибытии возможно только в аэропортах Босасо (BSA), Галькайо (GLK) и Могадишо (MGQ). |
| Судан                 | Требуется виза    |            | Возможно получить визу по прибытии на срок до 60 дней если имеется предварительное одобрение от Министерства внутренних дел Судана.                                                                                      |
| Сьерра-Леоне          | Требуется виза    |            | Возможно получить визу по прибытии если имеется предварительное одобрение от компетентных органов Сьерра-Леоне. |
| Танзания              | Электронная виза  |            | Оформление визы через интернет. |
| Того                  | Виза по прибытии  | 7 дней     | |
| Тунис                 | Требуется виза    |            | Виза не требуется для туристических групп, организованных турагентством. |
| Уганда                | Виза по прибытии  |            | Можно подать заявку онлайн. |
| ЦАР                   | Требуется виза    |            | |
| Чад                   | Требуется виза    |            | Возможно получить визу по прибытии если имеется предварительное одобрение от компетентных органов Чада. |
| Экваториальная Гвинея | Требуется виза    |            | |
| Эритрея               | Требуется виза    |            | Возможно получить визу по прибытии если имеется предварительное одобрение от компетентных органов Эритреи. |
| Эсватини              | Требуется виза    |            | |
| Эфиопия               | Электронная виза  |            | Оформление визы через интернет. |
| ЮАР                   | Требуется виза    |            | |
| Южный Судан           | Электронная виза  |            | Оформление визы через интернет. |

### Северная Америка
| Страна                   | Требование        | Пребывание | Примечание |
| ------------------------ | ----------------- | ---------- | --- |
| Антигуа и Барбуда        | Виза не требуется | 180 дней   | |
| Багамские Острова        | Электронная виза  |            | Оформление визы через интернет. |
| Барбадос                 | Виза не требуется | 28 дней    | |
| Белиз                    | Требуется виза    |            | Возможен въезд при наличии действительной Шенгенской визы. Также есть возможность получить визу по прибытии если имеется действительная многократная виза США. |
| Гаити                    | Виза не требуется | 90 дней    | |
| Гватемала                | Требуется виза    |            | |
| Гондурас                 | Требуется виза    |            | |
| Гренада                  | Виза не требуется | 30 дней    | |
| Доминика                 | Виза не требуется | 21 день    | |
| Доминиканская Республика | Требуется виза    |            | |
| Канада                   | Требуется виза    |            | |
| Коста-Рика               | Требуется виза    |            | |
| Куба                     | Требуется виза    |            | Для въезда необходимо предварительно иметь туристическую карточку. |
| Мексика                  | Электронная виза  |            | Оформление визы через интернет. Граждане Республики Узбекистан, являющиеся постоянными жителями США или Канады (владельцы Green Card и Permanent Resident Card соответственно) могут совершать деловые и туристические поездки в Мексику без виз, если срок поездки не превышает 6 месяцев. На пункте пропуска при въезде в Мексику они заполняют только форму FMTTV и представляют действительный паспорт и карточку постоянного жителя США или Канады. |
| Никарагуа                | Виза по прибытии  | 90 дней    | |
| Панама                   | Требуется виза    |            | - Виза не требуется для тех, кто родился в Панаме - Виза не требуется при наличии действующей визы, выданной: Андоррой, Австралией, Канадой, Исландией, Монако, Лихтенштейном, Норвегией, Сан-Марино, Швейцарией, США или государством-членом ЕС. |
| Сальвадор                | Требуется виза    |            | Виза не требуется при наличии канадской, американской или шенгенской визы. |
| Сент-Винсент и Гренадины | Виза не требуется | 30 дней    | |
| Сент-Китс и Невис        | Электронная виза  |            | Оформление визы через интернет. |
| Сент-Люсия               | Требуется виза    |            | |
| США                      | Требуется виза    |            | |
| Тринидад и Тобаго        | Требуется виза    |            | Возможно получить визу по прибытии если имеется предварительное одобрение от компетентных органов Тринидад и Тобаго. |
| Ямайка                   | Виза по прибытии  |            | |

### Южная Америка
| Страна    | Требование       | Пребывание | Примечание                                                                          |
| --------- | ---------------- | ---------- | ----------------------------------------------------------------------------------- |
| Аргентина | Требуется виза   |            |                                                                                     |
| Боливия   | Виза по прибытии | 90 дней    | Возможно получить визу по прибытии если имеется приглашение или бронирование отеля. |
| Бразилия  | Требуется виза   |            |                                                                                     |
| Венесуэла | Требуется виза   |            |                                                                                     |
| Гайана    | Электронная виза |            | Оформление визы через интернет.                                                     |
| Колумбия  | Электронная виза |            | Оформление визы через интернет.                                                     |
| Парагвай  | Требуется виза   |            |                                                                                     |
| Перу      | Требуется виза   |            |                                                                                     |
| Суринам   | Электронная виза |            | Оформление визы через интернет.                                                     |
| Уругвай   | Требуется виза   |            |                                                                                     |
| Чили      | Требуется виза   |            |                                                                                     |
| Эквадор   | Требуется виза   |            |                                                                                     |

### Океания
| Страна               | Требование        | Пребывание | Примечание                                                                                               |
| -------------------- | ----------------- | ---------- | --- |
| Австралия            | Электронная виза  |            | Оформление визы через интернет.                                                                          |
| Вануату              | Требуется виза    |            | |
| Кирибати             | Требуется виза    |            | |
| Маршалловы Острова   | Требуется виза    |            | |
| Науру                | Требуется виза    |            | Возможно получить визу по прибытии если имеется предварительное одобрение от компетентных органов Науру. |
| Новая Зеландия       | Требуется виза    |            | |
| Палау                | Виза по прибытии  | 30 дней    | |
| Папуа — Новая Гвинея | Требуется виза    |            | |
| Самоа                | Виза по прибытии  | 60 дней    | |
| Соломоновы Острова   | Требуется виза    |            | |
| Тонга                | Требуется виза    |            | |
| Тувалу               | Виза по прибытии  | 30 дней    | |
| Микронезия           | Виза не требуется | 30 дней    | |
| Фиджи                | Требуется виза    |            | |

### Зависимые территории
Австралия:
| Территория                       | Требование       | Пребывание | Примечание                                                             |
| -------------------------------- | ---------------- | ---------- | ---------------------------------------------------------------------- |
| Кокосовые острова                | Электронная виза |            | Оформление визы через интернет (действует визовая политика Австралии). |
| Остров Норфолк                   | Электронная виза |            | Оформление визы через интернет (действует визовая политика Австралии). |
| Остров Рождества                 | Электронная виза |            | Оформление визы через интернет (действует визовая политика Австралии). |
| Остров Херд и острова Макдональд | Электронная виза |            | Оформление визы через интернет (действует визовая политика Австралии). |

Великобритания:
| Территория                                          | Требование                       | Пребывание | Примечание |
| --------------------------------------------------- | -------------------------------- | ---------- | --- |
| Акротири и Декелия                                  | Требуется виза                   |            | Существует возможность посещения при условии законного нахождения на территории Кипра.                                          |
| Ангилья                                             | Требуется виза                   |            | Возможен въезд при наличии действительной визы Великобритании.                                                                  |
| Бермудские Острова                                  | Требуется виза                   |            | Возможен въезд при наличии действительной визы Великобритании, Канады или США.                                                  |
| Британская Территория в Индийском Океане            | Требуется специальное разрешение |            | Территория запрещена для посещения с целью туризма.                                                                             |
| Британские Виргинские Острова                       | Требуется виза                   |            | Возможен въезд при наличии действительной визы Великобритании, Канады или США.                                                  |
| Гернси                                              | Требуется виза                   |            | Возможен въезд при наличии действительной визы Великобритании.                                                                  |
| Гибралтар                                           | Требуется виза                   |            | Возможен въезд при наличии действительной визы Великобритании или Шенгенской визы.                                              |
| Джерси                                              | Требуется виза                   |            | Возможен въезд при наличии действительной визы Великобритании.                                                                  |
| Каймановы Острова                                   | Требуется виза                   |            | Имеет статус автономии, поэтому необходима отдельная виза.                                                                      |
| Монтсеррат                                          | Электронная виза                 |            | Оформление визы через интернет. Также возможен въезд при наличии действительной визы Канады, США или страны Шенгена.            |
| Остров Мэн                                          | Требуется виза                   |            | Возможен въезд при наличии действительной визы Великобритании.                                                                  |
| Острова Святой Елены, Вознесения и Тристан-да-Кунья | Виза по прибытии                 |            | Добраться до острова можно только морским транспортом. Как правило, перевозчик оформляет предварительное разрешение на высадку. |
| Острова Теркс и Кайкос                              | Виза не требуется                | 90 дней    | |
| Острова Питкэрн                                     | Виза по прибытии                 |            | Добраться до острова можно только морским транспортом. Как правило, перевозчик оформляет предварительное разрешение на высадку. |
| Фолклендские Острова                                | Требуется виза                   |            | Имеет статус автономии, поэтому необходима отдельная виза.                                                                      |
| Южная Георгия и Южные Сандвичевы Острова            | Виза по прибытии                 |            | Добраться до острова можно только морским транспортом. Как правило, перевозчик оформляет предварительное разрешение на высадку. |

Греция:
| Территория | Требование     | Пребывание | Примечание |
| ---------- | -------------- | ---------- | --- |
| Афон       | Требуется виза | 4 дня      | Действует правило Шенгенской зоны, дополнительно нужно получить специальное разрешение — диамонитирион, которое выдаётся Бюро паломников министерства Македонии и Фракии в Салониках и даёт право пребывания на Афоне в течение 4 дней и ночёвки в любом монастыре. |

Дания:
| Территория        | Требование     | Пребывание | Примечание |
| ----------------- | -------------- | ---------- | ---------- |
| Гренландия        | Требуется виза |            |            |
| Фарерские острова | Требуется виза |            |            |

Израиль:
| Территория | Требование        | Пребывание | Примечание                                                                               |
| ---------- | ----------------- | ---------- | ---------------------------------------------------------------------------------------- |
| Палестина  | Виза не требуется |            | Существует возможность посещения при условии законного нахождения на территории Израиля. |

Испания:
| Территория                    | Требование     | Пребывание | Примечание                                                                                                  |
| ----------------------------- | -------------- | ---------- | --- |
| Канарские острова             | Требуется виза |            | Виза не требуется для владельцев действующей визы «D», выданной государством-членом Шенгенского соглашения. |
| Мелилья                       | Требуется виза |            | Виза не требуется для владельцев действующей визы «D», выданной государством-членом Шенгенского соглашения. |
| Сеута                         | Требуется виза |            | Виза не требуется для владельцев действующей визы «D», выданной государством-членом Шенгенского соглашения. |
| Суверенные территории Испании | Требуется виза |            | Виза не требуется для владельцев действующей визы «D», выданной государством-членом Шенгенского соглашения. |

Китай:
| Территория | Требование       | Пребывание | Примечание                                                                                                 |
| ---------- | ---------------- | ---------- | --- |
| Гонконг    | Электронная виза |            | Оформление визы через интернет.                                                                            |
| Макао      | Виза по прибытии |            | |
| Тайвань    | Требуется виза   |            | Возможно получить визу по прибытии если имеется предварительное одобрение от компетентных органов Тайваня. |

Марокко:
| Территория      | Требование     | Пребывание | Примечание                                                                               |
| --------------- | -------------- | ---------- | ---------------------------------------------------------------------------------------- |
| Западная Сахара | Требуется виза |            | Существует возможность посещения при условии законного нахождения на территории Марокко. |

Нидерланды:
| Территория    | Требование     | Пребывание | Примечание                                                                                                  |
| ------------- | -------------- | ---------- | --- |
| Аруба         | Требуется виза |            | Виза не требуется для владельцев действующей визы «D», выданной государством-членом Шенгенского соглашения. |
| Бонайре       | Требуется виза |            | Виза не требуется для владельцев действующей визы «D», выданной государством-членом Шенгенского соглашения. |
| Кюрасао       | Требуется виза |            | Виза не требуется для владельцев действующей визы «D», выданной государством-членом Шенгенского соглашения. |
| Саба          | Требуется виза |            | Виза не требуется для владельцев действующей визы «D», выданной государством-членом Шенгенского соглашения. |
| Синт-Мартен   | Требуется виза |            | Виза не требуется для владельцев действующей визы «D», выданной государством-членом Шенгенского соглашения. |
| Синт-Эстатиус | Требуется виза |            | Виза не требуется для владельцев действующей визы «D», выданной государством-членом Шенгенского соглашения. |

Новая Зеландия:
| Территория   | Требование        | Пребывание | Примечание                                                     |
| ------------ | ----------------- | ---------- | -------------------------------------------------------------- |
| Ниуэ         | Виза не требуется | 30 дней    |                                                                |
| Острова Кука | Виза не требуется | 31 день    |                                                                |
| Токелау      | Требуется виза    |            | Возможен въезд при наличии действительной визы Новой Зеландии. |

Норвегия:
| Территория            | Требование        | Пребывание | Примечание                                                               |
| --------------------- | ----------------- | ---------- | ------------------------------------------------------------------------ |
| Шпицберген и Ян-Майен | Виза не требуется | ∞          | Свободный въезд для граждан государств-участников Парижского соглашения. |

Португалия:
| Территория       | Требование     | Пребывание | Примечание                                                                                                  |
| ---------------- | -------------- | ---------- | --- |
| Азорские острова | Требуется виза |            | Виза не требуется для владельцев действующей визы «D», выданной государством-членом Шенгенского соглашения. |
| Мадейра          | Требуется виза |            | Виза не требуется для владельцев действующей визы «D», выданной государством-членом Шенгенского соглашения. |

Соединённые Штаты Америки:
| Территория                      | Требование     | Пребывание | Примечание |
| ------------------------------- | -------------- | ---------- | --- |
| Американские Виргинские Острова | Требуется виза |            | Возможен въезд при наличии действительной визы США.                                                                        |
| Американское Самоа              | Требуется виза |            | Необходимо иметь разрешение миграционной службы АС и действительную визу США (самолёты в Самоа направляются только с США). |
| Гуам                            | Требуется виза |            | Возможен въезд при наличии действительной визы США.                                                                        |
| Пуэрто-Рико                     | Требуется виза |            | Возможен въезд при наличии действительной визы США.                                                                        |
| Северные Марианские Острова     | Требуется виза |            | Возможен въезд при наличии действительной визы США.                                                                        |

Финляндия:
| Территория        | Требование     | Пребывание | Примечание |
| ----------------- | -------------- | ---------- | ---------- |
| Аландские острова | Требуется виза |            |            |

Франция:
| Территория            | Требование     | Пребывание | Примечание |
| --------------------- | -------------- | ---------- | ---------- |
| Гваделупа             | Требуется виза |            |            |
| Майотта               | Требуется виза |            |            |
| Мартиника             | Требуется виза |            |            |
| Новая Каледония       | Требуется виза |            |            |
| Реюньон               | Требуется виза |            |            |
| Сен-Бартелеми         | Требуется виза |            |            |
| Сен-Мартен            | Требуется виза |            |            |
| Сен-Пьер и Микелон    | Требуется виза |            |            |
| Уоллис и Футуна       | Требуется виза |            |            |
| Французская Гвиана    | Требуется виза |            |            |
| Французская Полинезия | Требуется виза |            |            |

### Непризнанные и частично признанные территории
| Территория                            | Требование        | Пребывание | Примечания |
| ------------------------------------- | ----------------- | ---------- | --- |
| Абхазия                               | Требуется виза    |            | Согласно законодательству Грузии, въезд через российско-абхазскую границу рассматривается как незаконное пересечение государственной границы Грузии и уголовно преследуется. Легальный въезд граждан Узбекистана в Абхазию возможен только при наличии специального разрешения компетентных органов Грузии и только по направлению Зугдидского муниципалитета. Одновременно, власти Абхазии не разрешают въезд гражданам Узбекистана без предварительной заполненной анкеты на въезд. |
| Косово                                | Требуется виза    |            | Возможен въезд при наличии действительной шенгенской визы или вида на жительство одной из стран ЕС. |
| Нагорный Карабах                      | Виза не требуется |            | Въезд иностранных граждан на территорию Нагорно-Карабахской Республики осуществляется только со стороны Армении, что расценивается представителями Азербайджанской Республики как незаконное пересечение границы государства. Любая отметка в паспорте о посещении непризнанной республики иностранным гражданином может повлечь за собой трудности при въезде в Азербайджан вплоть до признания его персоной нон грата и запрета на въезд.                                           |
| Приднестровская Молдавская Республика | Виза не требуется | 45 дней    | |
| Сомалиленд                            | Требуется виза    |            | |
| Турецкая Республика Северного Кипра   | Виза не требуется |            | |
| Южная Осетия                          | Виза не требуется |            | Согласно законодательству Грузии, въезд через российско-южноосетинскую границу рассматривается как незаконное пересечение государственной границы Грузии и уголовно преследуется. Легальный въезд граждан Узбекистана в Южной Осетии возможен только при наличии специального разрешения компетентных органов Грузии и только по направлению Горийского муниципалитета. |

## Упрощения в визовом режиме по дипломатическим паспортам
Для владельцев дипломатических паспортов установлен безвизовый режим со следующими странами:
- Оман [65]
- Кипр [66]
- Сербия [67]
- Албания [67]

30 дней:
- Венгрия
- Китай
- Таджикистан
- Туркменистан

60 дней:
- Вьетнам
- Индия
- Республика Корея

90 дней:
- Бразилия
- Египет
- Латвия
- ОАЭ
- Польша
- Румыния
- Сингапур
- Словакия
- Эстония
- Кувейт
- Турция
- Япония